# O Filho das Sombras
O Filho das Sombras é o segundo livro da trilogia de Sevenwaters, de autoria da neozelandesa Juliet Marillier. Foi publicado em 2001.
Neste livro a personagem principal é Liadan, filha de Sorcha (personagem principal do livro anterior desta trilogia, A Filha da Floresta). Liadan é irmã gémea de Sean e tem uma irmã mais velha, Niamh. Liadan possui o dom da Visão e o poder de comunicar telepaticamente com o seu irmão Sean. Devido à magia presente no seu sangue, Liadan terá de enfrentar velhos e novos inimigos da sua família, numa luta pela sua sobrevivência e pela vida daqueles que mais ama. Alem do mais acaba se apaixonando por um inimigo jurado de seu pai o Homem Pintado que lidera um grupo de mercenários que havia ganho uma reputação terrível...